# Christiaan Huygens
Christiaan Huygens (listen [▶]) (Haag, 14. travnja 1629. – Haag, 8. srpnja 1695.), nizozemski astronom, matematičar i fizičar. Niz uspješnih astronomskih opažanja (otkriće Saturnova prstena i njegova satelita Titana, te maglice u Orionu) naveo ga je na prvu procjenu udaljenosti jedne zvijezde (Siriusa), uz pretpostavku da je istoga sjaja kao Sunce. Potom se pozabavio i točnim mjerenjem vremena. Na poziv Luja XIV. boravio je u Francuskoj (1666. – 1681.), gdje je objavio djelo o satu s njihalom, u kojem je iznio kako period oscilacije njihalice ovisi o njezinoj duljini. Opisao je i upotrebu spiralnih opruga za pogon satova i izložio teoreme o centrifugalnoj sili, na koje će se vratiti Isaac Newton. Uz pojavu očuvanja količine gibanja zaključio i o očuvanju kinetičke energije, kao prvom koraku prema zakonu očuvanja energije koji je stoljeće i pol poslije postavio Hermann von Helmholtz. Posvetio se i izradbi leća velikih žarišnih daljina, konstruirao za tadašnje pojmove goleme teleskope. Izradio je gotovo savršeno akromatske okulare (Huygensovi okulari); vršio je pokuse i s polariziranom svjetlošću; proračunao je moć povećavanja teleskopa. Godine 1678. razradio je i u svojoj Raspravi o svjetlosti (fra. Traité de la lumière, 1690.) izložio valnu teoriju svjetlosti i takozvani Huygensov princip, a istodobno je pokušavao naći uvjete pod kojima se valovi pravocrtno gibaju i odrediti zakone refleksije i loma svjetlosti. Zaključio je da zemljini meridijani moraju biti eliptični, spljošteni na polovima, pronašao je zakone sudara tijela, postavio zakon centrifugalne sile, te formulirao valnu teoriju svjetlosti uz uvođenje pojma Etera.

## Huygensovo načelo
Huygensovo načelo ili Huygensov princip je postavka koja izriče da se u homogenim sredstvima svaka točka valne fronte može uzeti kao izvorište novog elementarnoga vala. Njime je Huygens 1678. postavio temelje valnoj teoriji svjetlosti, koja se kosila s tada prihvaćenom Newtonovom korpuskularnom teorijom. Osim širenja valova, Huygensov princip objašnjava i niz drugih pojava u optici i akustici: refleksiju i lom na granicama homogenih sredstava različite (optičke) gustoće, a pri objašnjenju pojava difrakcije daje samo ograničene rezultate. Huygensov princip može se primijeniti samo u prostorima s neparnim brojem dimenzija. Uočivši ulogu interferencije valova pri stvaranju valne plohe, da bi protumačio pojave difrakcije, Augustin Jean Fresnel bio je primoran poopćiti Huygensovo načelo zahtjevom da svaki elementarni val može započeti slobodnom, proizvoljnom fazom.

## Valna teorija
Valna teorija je grana klasične teorijske mehanike i elektromagnetske teorije (rođene u 19. stoljeću), podloga moderne fizikalne optike i nanofizike te nanotehnologije, kao i klasična sastavnica za fenomenologiju kvantne fizike i pitanja dualnosti kvantne mehanike. U valnu teoriju ubrajaju se valna jednadžba za transverzalne valove kao i za longitudinalne valove u plinovima i kapljevinama, zatim Maxwellove jednažbe (James Clerk Maxwell) ujedinjenog elektromagnetskoga polja, te stvaranja i širenja elektromagnetskih valova u vakuumu kao i primjene tih jednadžbi (radio valovi, mikrovalna tehnika, toplinsko zračenje, svjetlost, rendgenske i gama-zrake). Povijesno je valnu teoriju utemeljio Christiaan Huygens (1690.), a velik je doprinos dao i Robert Hooke. Prema Huygensu, svijetleća točka pobudi (potrese) sredstvo kojim se zatim šire svjetlosni valovi. Valovi se prenose posredstvom elementarnih valova, a njihova anvelopa jest nova fronta vala. Anvelopa (franc. enveloppe: omotnica), u geometriji, je krivulja koja u svakoj svojoj točki dodiruje po jednu krivulju iz zadane beskonačne familije krivulja u ravnini; na primjer svaka je krivulja anvelopa familije svojih tangenata. Standardni su sadržaji valne teorije ogib, interferencija i polarizacija svjetlosti. Afirmaciju je valna teorija postigla kvantnom mehanikom.

## Centrifugalna sila
Centrifugalna sila je sila koja nastoji odbaciti tijelo od središta gibanja. To je sila reakcije na centripetalnu silu, to jest silu koja prisiljava tijelo da se giba oko nekog središta. Po veličini je jednaka centripetalnoj sili, ali suprotna je smjera; hvatišta obiju sila različita su pa se one ne mogu sastaviti u rezultantu. Veličina centrifugalne sile raste s porastom mase tijela i kvadratom njegove kutne brzine, a smanjuje se s povećanjem polumjera kružnice. Spljoštenost Zemlje (njezino ispupčenje na ekvatoru), a djelomično i smanjenje ubrzanja (akceleracije) sile teže na ekvatoru posljedica su djelovanja centrifugalne sile, koju uzrokuje vrtnja ili rotacija Zemlje. Na načelu djelovanja centrifugalne sile rade centrifugalni stroj, centrifugalni regulator, centrifugalna sisaljka, različite vrste centrifuga i niz drugih uređaja.
Drugi Newtonov zakon kaže da je sila jednaka umnošku mase i ubrzanja, pa je centrifugalna, odnosno centripetalna sila:
{\displaystyle F_{c}=m\cdot {\frac {v^{2}}{r}}=m\cdot r\cdot \omega ^{2}}

## Njihalo
Njihalo je tijelo koje se njiše oko ravnotežnoga položaja. Njihanje mogu izazvati gravitacijska sila, elastična sila, električna sila, magnetska sila i druge. Matematičko njihalo je materijalna točka ovješena o nerastegljivu nit bez mase. Za male amplitude, period ili vrijeme titranja T ovisi o ubrzanju sile teže g i o duljini niti l na koju je masa ovješena:
{\displaystyle T=2\cdot \pi \cdot {\sqrt {\frac {l}{g}}}\qquad \qquad \qquad (\theta \,manje\,od\,\,5^{\circ })\,}

## Saturnovi prsteni
Saturnovi prsteni su veoma složeni i sastoje se od stotina tisuća prstenčića. Tvar se nalazi čak i tamo gdje se mislilo da je prsten razdvojen. U Cassinijevoj pukotini, ograđenoj s dva tamna prstenčića, vide se četiri svijetla prstenčića, a svaki je širok 500 km. Enckeova pukotina je tamni pojas od kojega je, do vanjskog svog promjera, A - prsten izrazite svjetline. Veličina tijela koja tvore prsten kreće se od prašine do stijena od stotinu metara. Razna područja naseljuju tijela različitih veličina, no u prosjeku kreću se oko 10 centimetara. Vanjština tjelešaca je ledena, a možda su ledena i skroz naskroz. Boja ledena površine nije sasvim bijela (albedo je 0,7), već pokazuje crvenkaste i smeđe nijanse. Iz gibanja svemirskih letjelica procijenjeno je da je ukupna masa prstena bar 1 000 puta manja od Mjesečeve. Praznine u prstenu ima sto puta više nego što je obujam koji tijela zapremaju. U prostoru između tijela ima vodika. Prema izravnim mjerenjima, debljina prstena nije veća od nekoliko stotina metara. Unutarnji polumjer dijela prstena vidljivog sa Zemlje iznosi 1,21 Saturnovog polumjera, a vanjski je polumjer jednak 2,26 Saturnovog polumjera. Debljina prstena, relativno prema promjeru, mnogo je manja nego debljina lista papira.